# Papegojblomsväxter
Papegojblomsväxter (Strelitziaceae) är en liten familj med enhjärtbladiga växter indelade i tre släkten. De förekommer i tropiska Sydamerika, östra och södra Afrika, samt på Madagaskar. Några arter är vanliga prydnasväxter i varma klimat.
Familjen kännetecknas av långskaftade blad i två rader och blomställningar med kraftiga, båtformade högblad. De distinkta blommorna har mer eller mindre sammanväxta hylleblad. Frukterna är vedartade kapslar. Fröna är vanligen svarta med färgglada, trådlika fröhyllen.

## Systematik
Familjen tillhör ordningen Zingiberales och de närmsta släktingarna finns i familjen Lowiaceae. Typsläktet för familjen är papegojblomssläktet (Strelitzia).

## Etymologi
Namnet Strelitzia hedrar Charlotte av Mecklenburg-Strelitz, hustru till kung George III och tillika drottning av England.

### Webbkällor
- Stevens, P.F. 2001. Angiosperm Phylogeny Website. Version 12, July 2012. Läst: 2013 Jan 21
- Sveriges lantbruksuniversitet 2012–. Strelitziaceae från Svensk Kulturväxtdatabas (SKUD). Läst: 21 januari 2013
- Wikimedia Commons har media som rör Papegojblomsväxter.